# Burg Straßberg (Vogtland)
Die Burg Straßberg ist eine abgegangene Burg an der Stelle der heutigen Evangelischen Kirche im Ortsteil Straßberg der Stadt Plauen im Vogtlandkreis in Sachsen.

## Lage
Im Osten von Straßberg auf einem nach WSW ausgerichtetem Bergsporn über der Weißen Elster.

## Geschichte
Die Burg war Stammsitz der Vögte von Straßberg und wurde erstmals 1280 als „castrum destructum“ erwähnt und schon als wüst bezeichnet.
Da die Burg im Jahre 1280 schon als wüst belegt ist, muss sie folglich eher gegründet worden sein, und schon 1194 wurde der hiesige Ort als Strazberg erwähnt.
Schon zwischen 1276 und 1280 gelangten Ort und Forst Straßberg aus dem Besitz des Leibgedinges der Vögtin Kunigunde, der dritten Frau Heinrich I. aus dem Hause Reuß in den Besitz des Klosters Cronschwitz und des in der Gegend begüterten Deutschen Ordens. Schon vor oder spätestens 1280 war der Ort mit Burg oder Burgstelle also nicht mehr im Besitz der Vögte von Straßberg gewesen, sondern Besitz der Vögte von Reuß. Die Burg war wohl bereits zerstört.
Burg Straßberg hat wohl nur etwa 100 Jahre lang bestanden.

## Beschreibung (1983)
Geupel teilt zur Anlage mit: es handelt sich um eine Höhenburg in Spornlage, die aus einer Kernburg und einer Vorburg bestand. Das unregelmäßig-rechteckige Kernwerk von etwa 55 × 40 m wurde durch Kirchenbau und Friedhofsanlage verändert/überbaut. Im Vorfeld verläuft von NW nach SO ein Abschnittsgraben von 13 m Breite. Dieser hat im NW (Einmündung in die Dorfstraße) noch 6 m Tiefe. Im SO wurde der Graben verfüllt.
Dem Kernburgareal ist ostnordöstlich ein Vorburgareal von etwa 225 × 125 m mit "abgerundet-rechteckiger" Form/Ausdehnung vorgelagert. Dieser Vorburg ist schützend ein Abschnittsgraben vorgelagert, der von NNW nach SSO verläuft, 14 m breit und bis zu 3 m tief ist und als Weg genutzt wird. Im südsüdöstlichen Teil wurde dieser Graben weitgehend verfüllt.

## Heutige Nutzung
Das Burgareal wird als Friedhof und die Kirche als Dorfkirche genutzt.
Im Areal wurde (vor 1983) mittelalterliche Keramik gefunden.
Am 15. Oktober 1959 wurde das Burgareal als Bodendenkmal eingetragen.

## Die Vögte von Straßberg und ihre Nebenlinien

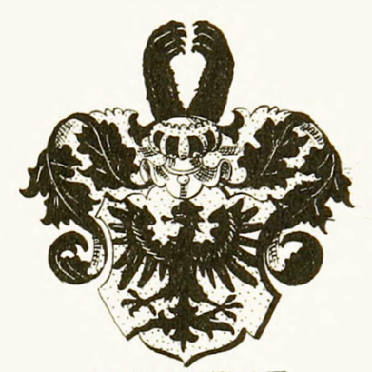
Wappen derer von Raschau, es entspricht dem Straßberger Wappen

Die "Vögte von Straßberg" hatten ihren Stammsitz auf Burg Straßberg bei Plauen. Sie waren wohl Reichsministeriale. Darauf deutet ihr Wappen hin, das einen nach links blickenden (schwarzen) Reichsadler (mit ausgebreiteten Flügeln) im Schild zeigt. Über den Reichsadler ist eine Querbinde -von links oben nach rechts unten verlaufend- gelegt (Siegel derer von Straßberg im Mittelalter).
Über Jahrhunderte vermuteten Historiker Verwandtschaft zwischen den "Vögten von Straßberg" und den "Vögten von Reuß zu Plauen, Gera und Weida". Doch dies soll nicht oder bestenfalls in Einzelfällen als Heirat vorgekommen sein.
Insgesamt bestand Konkurrenz zwischen den Straßbergern und den von Reuß, die ihre reichsunmittelbaren Herrschaften in unmittelbarer Nachbarschaft besaßen. Die mächtigeren Vögte von Reuß setzten eigene Ministeriale in wichtigen Positionen ein. So verschwanden die Vögte von Straßberg auch als Zeugen aus Urkunden der reichsunmittelbaren Vögte von Reuß. Die Herrschaften und Burgen der Straßberger gelangten schrittweise in den Besitz der Herren von Reuß, so in Straßberg geschehen, oder der Wettiner. Nach 1280 ist auch die Burg Laneckhaus (bei Geilsdorf) nicht mehr in Urkunden erwähnt, war wohl zerstört oder aufgegeben worden.
Die von Reuß ließen unter Heinrich I. von Plauen die Burgen Stein, Türbel und Planschwitz errichten, kauften die Burg Wiedersberg und umfassten somit das Herrschaftsgebiet der Straßberger.
.
Die von Straßberg waren wohl Gründer der Burgen Straßberg bei Plauen, Voigtsberg und Göllnitzhof (abgegangen) bei Oelsnitz/Vogtl., Laneckhaus (auch Lanecke genannt, abgegangen) bei Geilsdorf. Die Linie Voigtsberg der Straßberger nannte sich nach Burg Voigtsberg. Ihr Stammvater ist wohl "Eberhardus de Voitesberg" gewesen, der sich 1249 urkundlich so nannte.
Nebenlinien derer von Voigtsberg aus dem Hause Straßberg sind die "Herren von Kottenplan" im böhmischen Egerland und die Herren von Raschau.
Der Sohn eines Erkenbert, gleichfalls mit Namen Erkenbert, aus dem Hause Straßberg nannte sich 1267 "von Lantecke" nach der Burg Laneckhaus. (1267: "Reinboto et frater eius, Erkenbertus de Lantecke").
1366 siegelt ein Hans von Raschau mit "S. Eberhardi de Vogtsberg". Die eine Linie "von Raschau" verzieht Ende des 19. Jahrhunderts ins Osterland. Eine zweite Familie von Raschau saß in Adorf/Vogtl.

## Vögte von Strasberg
- 1193 – Henricus, Advocatus de Strasberg, Erster unter den Zeugen der Stiftungsurkunde für das Chorherrenstift Mildenfurth[9]
- 1194 "Ecgehardo et Heinrico de Strazberc" (keine weiteren Angaben dazu bei Geupel)

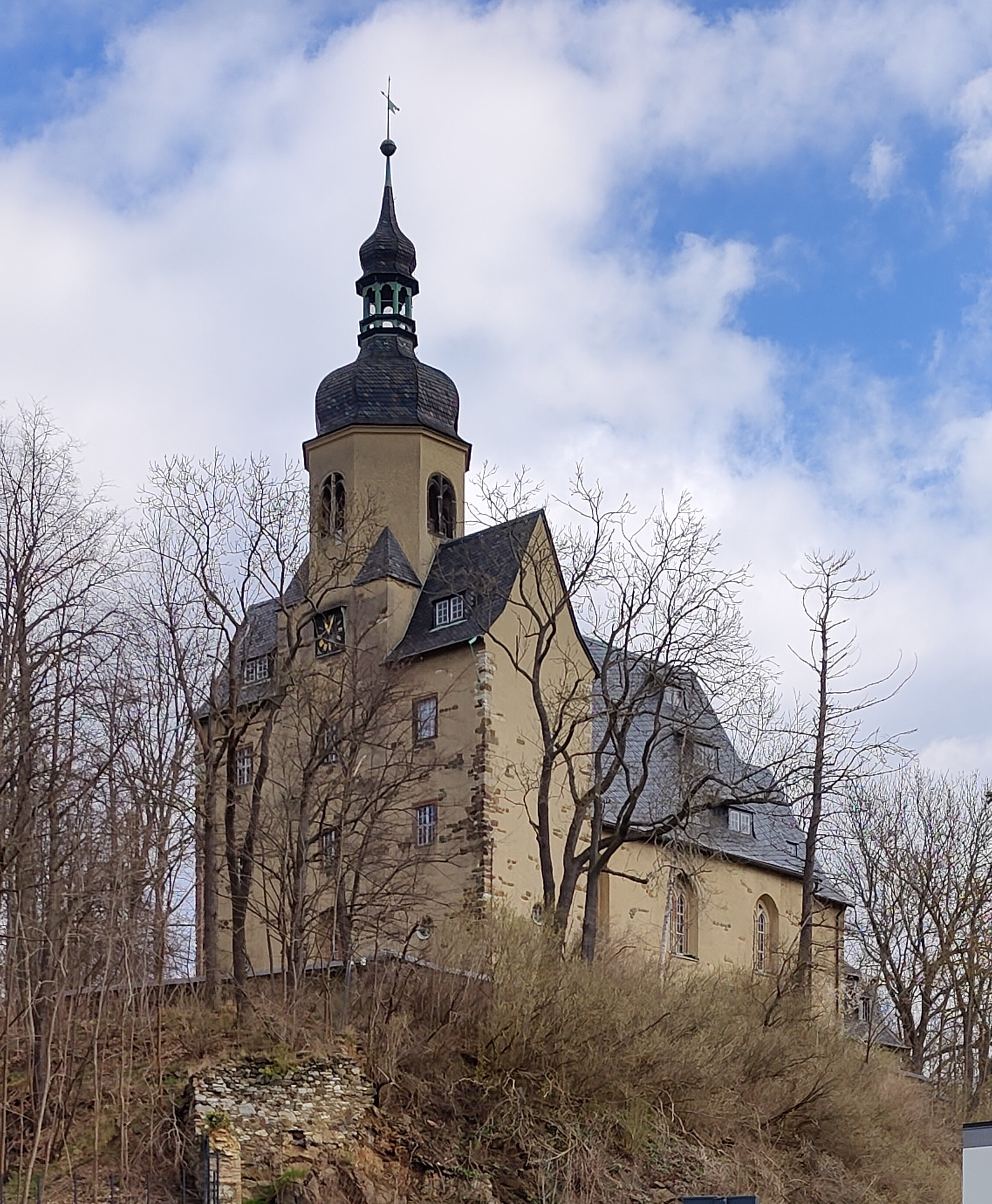
Dorfkirche Straßberg mit Querturm